# Månhav

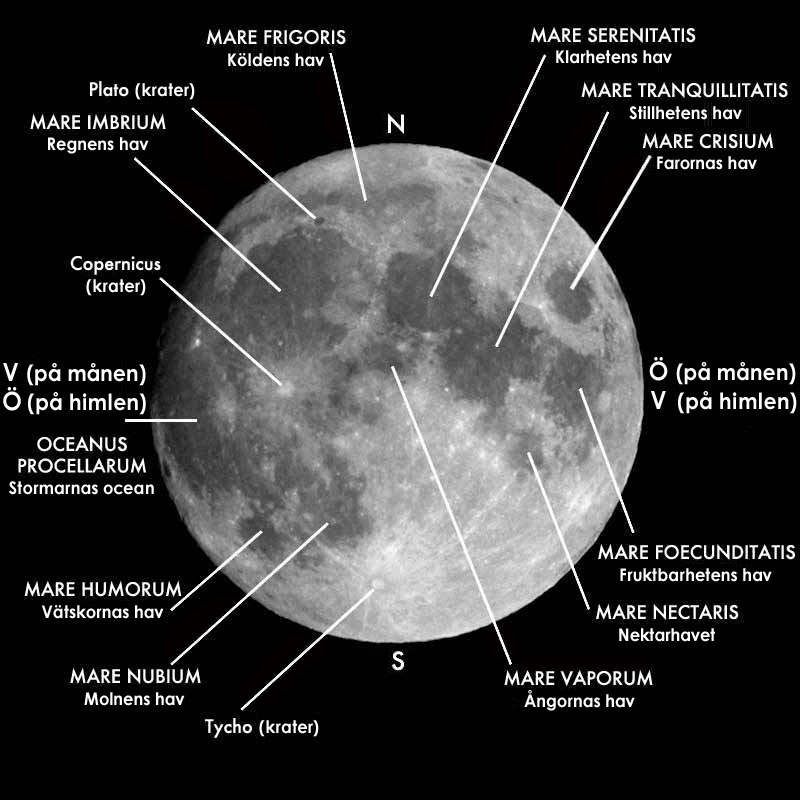
Namnen på de större månhaven och några kratrar på månens framsida.

Månhav är mörka fält på månen som har bildats vid vulkanutbrott då stora mängder lava har trängt upp ur månens inre och täckt stora områden. Även om de aldrig har varit hav som de på jorden, med vatten i, misstog de tidiga astronomerna, bland annat Gallilei, dem för sådana.

## Namngivning av månhaven
Namnen på haven hänvisar till respektive havs karakteristika (Humorum, Imbrium, Insularum, Nubium, Spumans, Undarum, Vaporum, Procellarum, Frigoris), havets läge (Australe, Orientale, Cognitum, Marginis), eller sinnestillstånd (Crisium, Ingenii, Serenitatis, Tranquillitatis). Mare Humboldtianum och Mare Smythii etablerades innan den slutliga nomenklaturen fastställdes.

## Fördelningen av platåbasalter
Orsaken till att platåbasalterna till största delen finns på månens framsida, diskuteras fortlöpande av vetenskapen. Med data som har erhållits från Lunar Prospector-uppdraget som grund antas det att en stor del av månens innehåll av radioaktiva, värmeproducerande grundämnen i form av KREEP, (breccia och basalt), finns i områdena Oceanus Procellarum och Mare Imbrium, ett enastående geokemiskt område, som kallas för Procellarum KREEP-terrängen.